# Mepindololo
Il mepindololo, metil derivato del pindololo, è un betabloccante non cardioselettivo dotato inoltre di attività simpaticomimetica intrinseca. Il farmaco possiede moderati effetti stabilizzanti di membrana ed attività inotropa negativa.

## Farmacocinetica
Dopo somministrazione orale il mepindololo è ben assorbito dal tratto gastrointestinale. La biodisponibilità è di circa l'82% ed il picco plasmatico si raggiunge a distanza di circa 1,5-3 ore dall'assunzione.
Utilizzando un sistema transdermico a rilascio controllato (20 mg di mepindololo/9,8 cm2) da applicarsi quotidianamente lo steady-state (740 ng/ml) si raggiunge dopo una settimana.

Il legame con le proteine plasmatiche è del 49-57% e l'emivita di eliminazione è di 4-4,6 ore. Il mepindololo viene eliminato principalmente con le urine immodificato. Il farmaco è in grado di superare sia la barriera placentare che quella ematoencefalica.

## Tossicità
Nel topo i valori della DL50 sono di 76 mg/kg dopo somministrazione orale e di 27 mg/kg dopo somministrazione endovenosa.

## Indicazioni terapeutiche
Il mepindololo è impiegato come solfato nel trattamento dell'ipertensione arteriosa, dell'angina pectoris e della sindrome ipercinetica cardiaca.

## Dosi terapeutiche
Il mepindolo solfato è somministrato per via orale. Nel trattamento dell'ipertensione arteriosa si somministrano 5 mg/die (una compressa prima del pasto) per 2 settimane; successivamente, in base alla risposta del paziente, si può raddoppiare la dose (assunzione unica o frazionata). Nel trattamento dell'angina pectoris si somministrano 5 mg/die (una compressa) e, solo in casi particolarmente resistenti, 5 mg mattino e sera prima dei pasti. Nella sindrome ipercinetica cardiaca si somministrano 2,5 mg (1/2 compressa) mattino e sera. Sono attualmente in sperimentazione formulazioni transdermiche a rilascio controllato, che sembrano essere meglio tollerate rispetto ad analoghe preparazioni a base di propranololo.

## Effetti collaterali
Il mepindololo può causare vertigini, affaticamento, disturbi del sonno, sensazione di freddo alle estremità, senso di pesantezza alle gambe e crampi muscolari. Occasionalmente si possono manifestare fenomeni broncospastici. La somministrazione transdermica può causare irritazione cutanea e manifestazioni vescicolari.

## Controindicazioni e precauzioni d'uso
Il farmaco è controindicato nei soggetti con nota ipersensibilità. L'uso del mepindololo deve essere evitato nei pazienti affetti da insufficienza cardiaca scompensata, turbe della conduzione e bradicardia.

Nei soggetti affetti da asma bronchiale il mepindololo può causare una importante riduzione della FEV1.
Il mepindololo è inoltre sconsigliato nel paziente diabetico, in cui è meglio ricorrere a betabloccanti selettivi, nella gravidanza e durante l'allattamento materno. In alcuni soggetti trattati è stato osservato che il mepindololo può ridurre l'attenzione e pertanto durante il trattamento va evitata la guida di autoveicoli e l'uso di macchinari che richiedono elevati livelli di attenzione. La terapia deve essere interrotta gradualmente.

## Sovradosaggio ed antidoti
Il sovradosaggio da mepindololo si caratterizza per una marcata bradicardia.

## Interazioni
Il mepindololo, similmente agli altri betabloccanti, può potenziare l'effetto ipoglicemizzante dell'insulina e degli antidiabetici orali.

Il mepindololo come gli altri betabloccanti possiede effetti ipotensivi che possono essere potenziati da farmaci quali la reserpina, la guanetidina, le fenotiazine, i diuretici, gli anestetici generali, l'alcool. Tali effetti invece possono essere ridotti dalla adrenalina.